# Fabio Sacchi

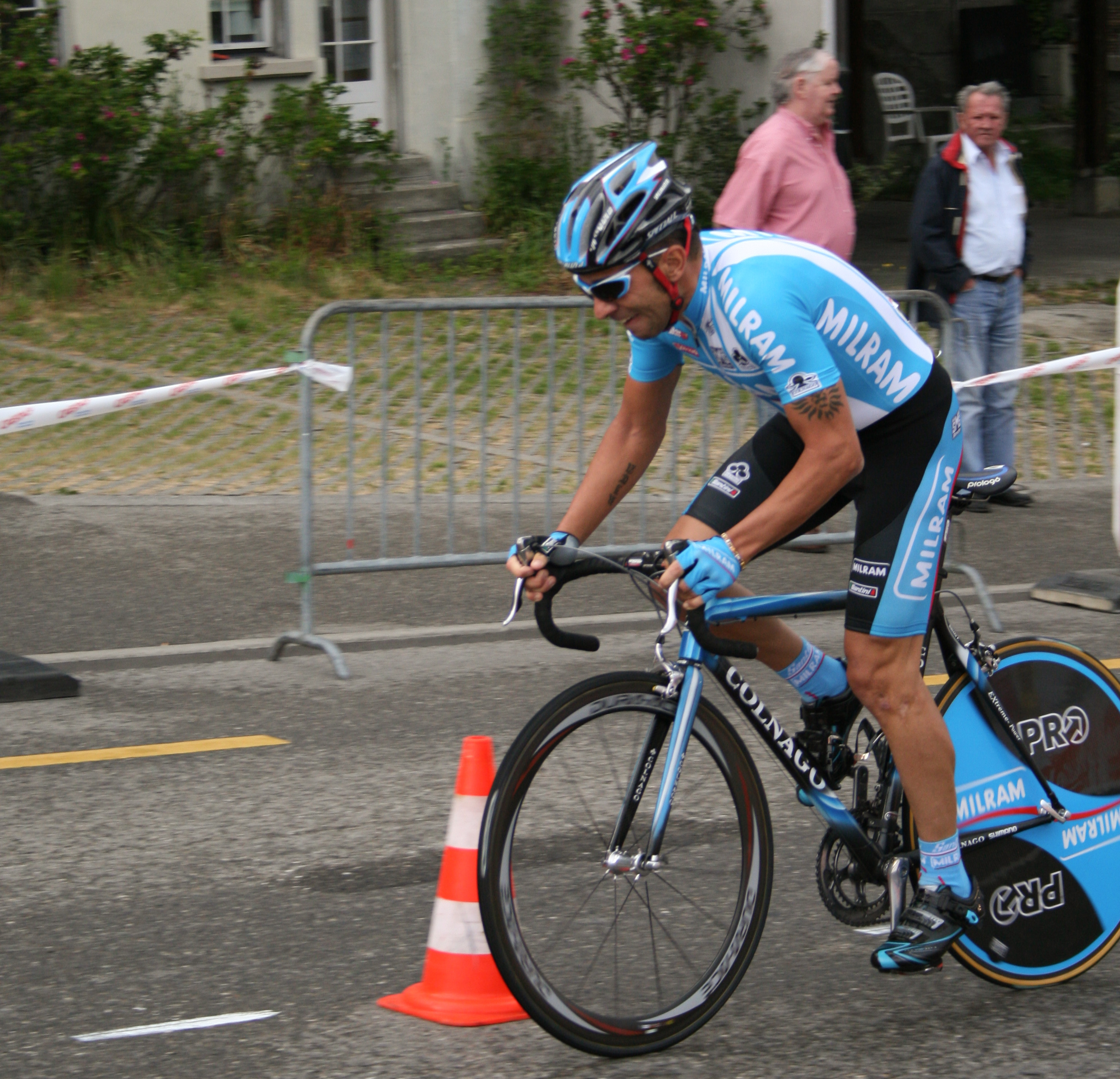
Fabio Sacchi bei der Tour de Romandie 2007

Fabio Sacchi (* 23. Mai 1974 in Mailand) ist ein ehemaliger italienischer Radrennfahrer.

## Karriere
Fabio Sacchi wurde 1997 bei Polti Profi. Danach fuhr er bei Saeco und Fassa Bortolo, bevor er 2006 zum italienisch-deutschen Team Milram wechselte. Sacchi nahm viermal an der Tour de France teil und gewann Etappen bei der Murcia-Rundfahrt, der Tour Down Under und der Portugal-Rundfahrt. Seinen größten Erfolg feierte er 2005 bei Mailand–Turin. 2009 beendete er seine professionelle Karriere. Er nahm anschließend an Gran Fondos teil und gewann 2009 den prestigeträchtigen Gran Fondo Nove Colli.
Beim Giro d’Italia 2006 stellte er mit 18 getragenen Wasserflaschen einen Rekord als Wasserträger auf.

## Doping
Sacchi wurde in einem Untersuchungsbericht der Anti-Doping-Kommission des französischen Senats im Juli 2013 beschuldigt, zu rund 60 Fahrern zu gehören, denen anhand von Nachtests aus dem Jahr 2004 Doping mit dem Blutbildungshormon Erythropoetin (kurz: EPO) bei der Tour de France 1998 nachgewiesen werden konnte.

## Palmarès
1998
- Coppa Bernocchi

2002
- Trofeo Città di Castelfidardo

2003
- Giro della Romagna

2005
- Mailand–Turin

## Teams
- 1997–2000 Team Polti
- 2001–2003 Saeco Macchine per Caffè
- 2004–2005 Fassa Bortolo
- 2006–2007 Team Milram
- 2008 Preti Mangimi